# Westvleteren Twaalf

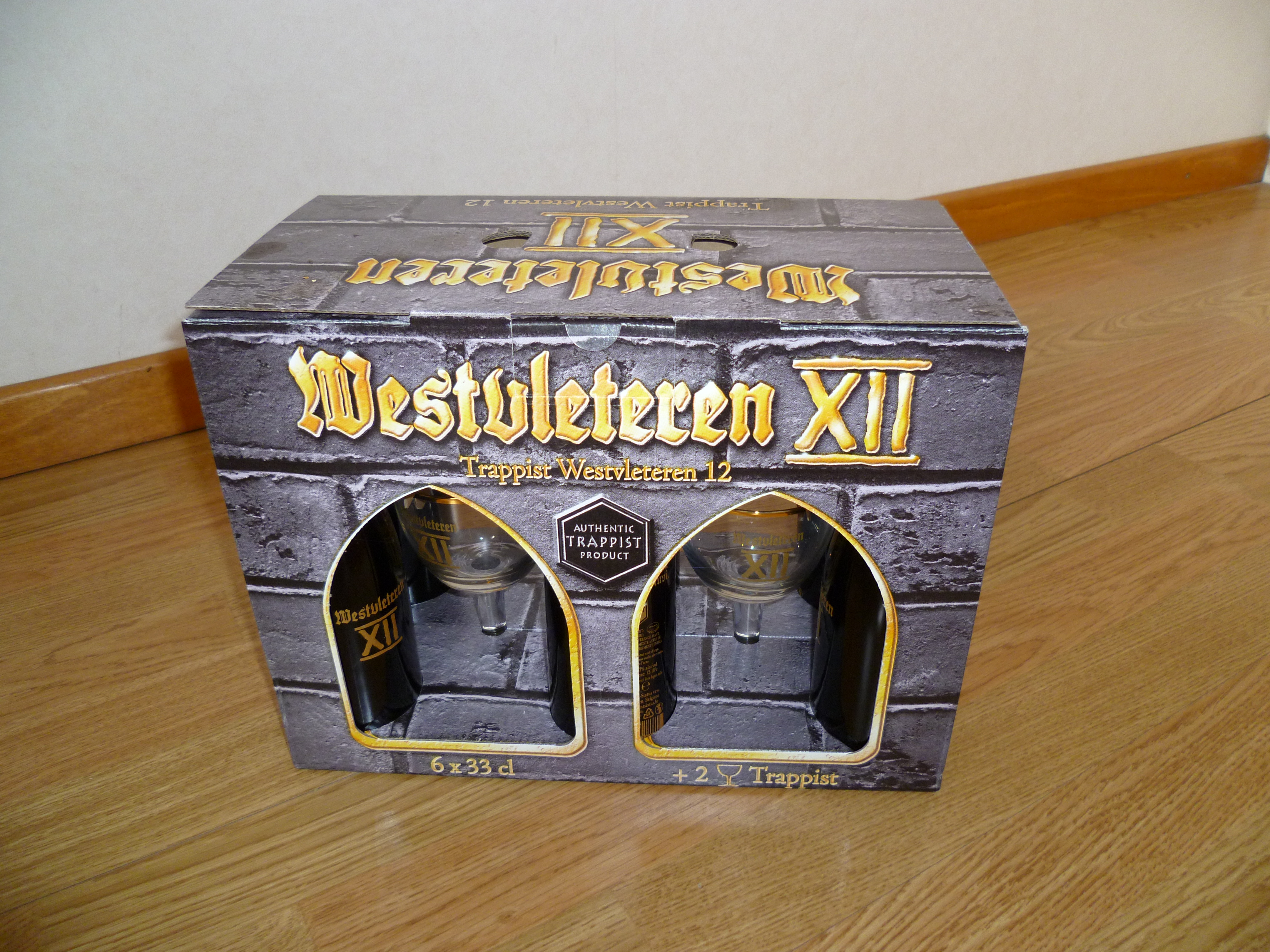
Westvleteren XII bouwsteen.

Westvleteren Twaalf is een van de Westvleteren-bieren, de trappistenbieren uit de huisbrouwerij van de trappistenabdij Sint-Sixtusabdij in Westvleteren.
De Westvleteren Twaalf heeft een gele kroonkurk en, net zoals de overige Westvleteren-bieren, geen etiket.
Het bier is een bitter bier met een EBU van 38. Het bier heeft met een EBC van 79 een donker bruine kleur, maar is nog wel doorschijnend.
Verder heeft het bier een schijnbare vergistingsgraad van 86% en een oorspronkelijke dichtheid van 1,090.
Het bier wordt niet verkocht aan winkels en de horeca en is officieel alleen te verkrijgen bij de abdij zelf en in het café tegenover de abdij (Café In De Vrede). Toch vindt het bier soms in kleine hoeveelheden de weg naar winkels en cafés. De monniken kunnen niet altijd aan de vraag voldoen, maar kiezen ervoor om hun brouwerij kleinschalig te houden.

## Westvleteren XII bouwsteen
Sinds 2008 zijn grote verbouwingswerken aan de gang in de abdij van Westvleteren. Omdat de kosten van deze werken hoger uitvallen dan geraamd werden, bij uitzondering, pakketten verkocht via een supermarkt en groothandel in Nederland en België. Deze pakketten, met daarin 6 flesjes Westvleteren 12 en twee degustatieglazen, kreeg de naam "Westvleteren XII bouwsteen" mee.
Westvleteren Twaalf is verscheidene malen gekozen tot het beste bier ter wereld op ratebeer.com en beeradvocate.
Blond · Zes · Acht · Twaalf